# Alexander Theodor von Middendorff
Aleksandr Fiódorovich von Middendorff (Александр Федорович Миддендорф) (Alexander Theodorowitsch Middendorff), (* 18 de agosto de 1815, San Petersburgo - 24 de enero de 1894, Hellenurme, condado de Valga, Livonia, Estonia) fue un zoólogo y explorador ruso de origen alemán. 
Obtiene su título de doctor en medicina en la Universidad de Tartu en 1837. Prosigue sus estudios en Berlín, Erlangen, Viena y Breslau.
En 1839, es profesor asistente de zoología en la Universidad de Kiev. 
Forma parte de la expedición de exploración de la península de Kola conducida por Karl Ernst von Baer (1792-1876).
De 1843 a 1845, explora la península de Taimyr en Siberia por cuenta de la "Academia de Ciencias de San Petersburgo. Publica sus observaciones en cuatro volúmenes con el título Reise in den äussersten Norden und Osten Sibiriens (1848-1875), donde describe los efectos del permafrost sobre la fauna y la flora. 
Con 40 años, obtiene la posición de secretario de la Academia de Ciencias de San Petersburgo en reconocimiento a sus exploraciones. Y continua hasta su retiro en 1860.
Se interesó por la migración de las aves en Rusia, en su obra Die Isepiptesen Russlands, 1855.
- La abreviatura «Middend.» se emplea para indicar a Alexander Theodor von Middendorff como autoridad en la descripción y clasificación científica de los vegetales.[1]

## Abreviatura (zoología)
La abreviatura Middendorff  se emplea para indicar a Alexander Theodor von Middendorff como autoridad en la descripción y taxonomía en zoología.

## Fuente
- Edward S. Gruson, E.S. 1972. Words for Birds. A Lexicon of North American Birds with Biographical Notes. Quadrangle Books (Nueva York) : xiv + 305 p.